# Neutrofil granulocyt

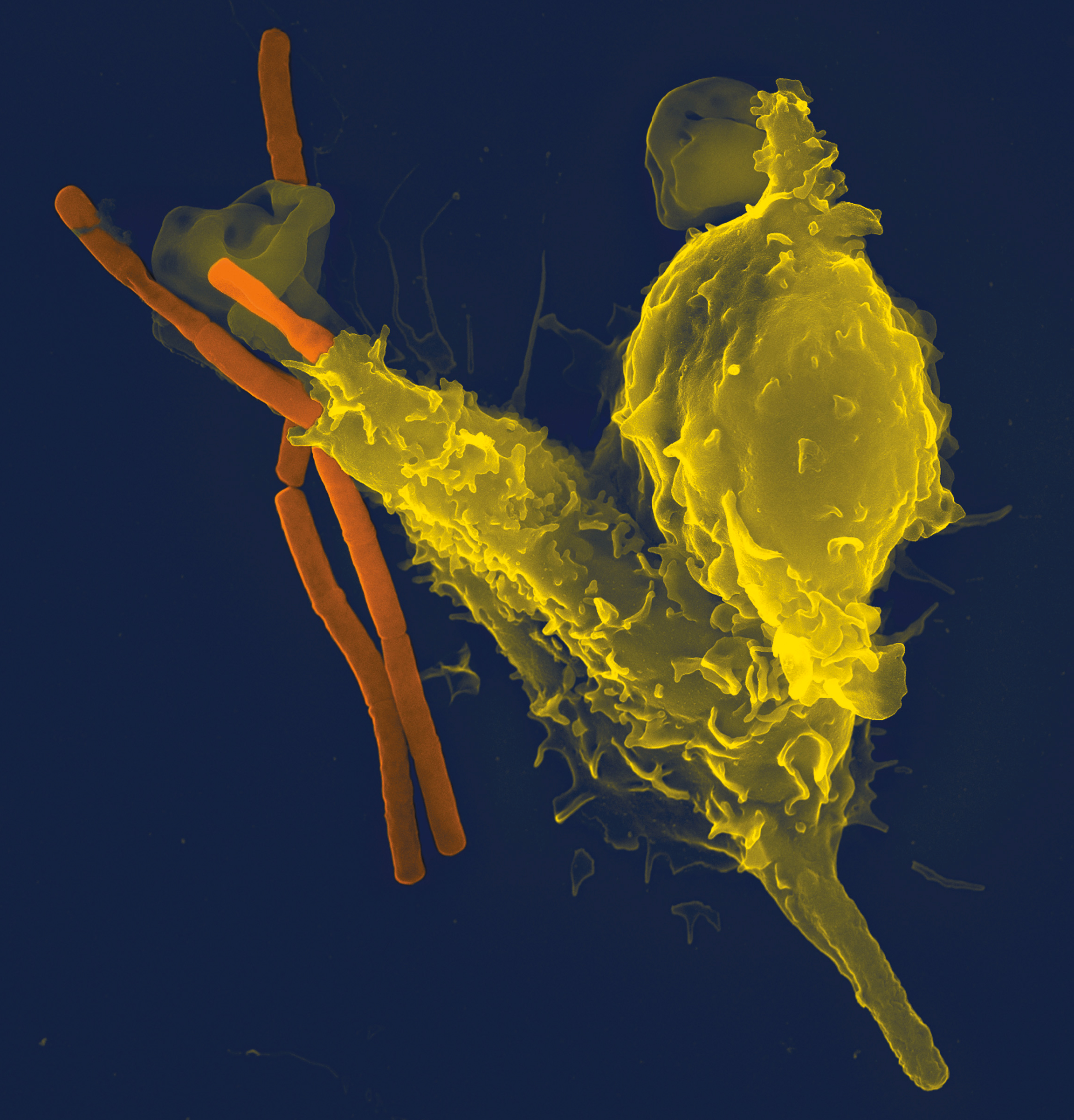
Neutrofil granulocyt (gulfärgad) slukar mjältbrandsbakterier.

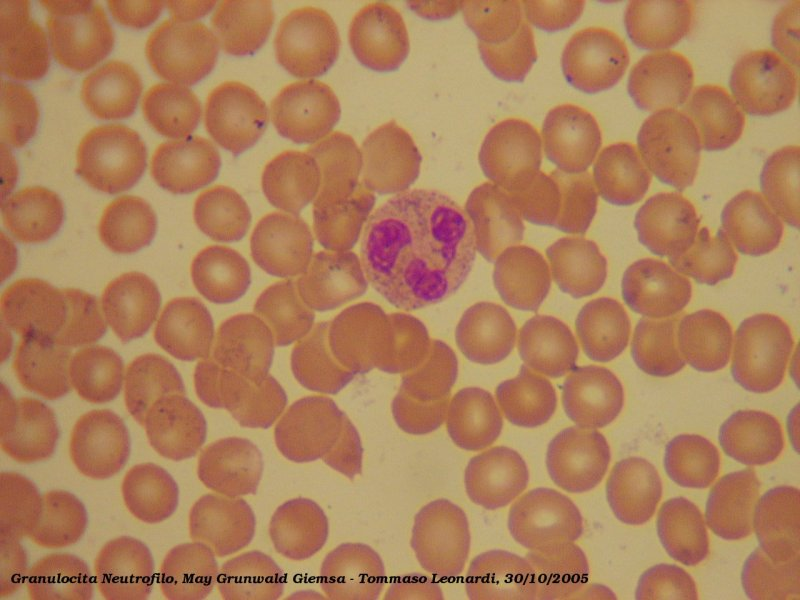
Neutrofil granulocyt (lilafärgad) som det ses i ett blodutstryk.

Neutrofila granulocyter, eller bara neutrofiler, utgör 60 % av alla vita blodkroppar och är en viktig komponent i det icke-specifika immunförsvaret. De har  (liksom monocyter och eosinofiler) sin främsta uppgift som fagocyter och eliminerar patogener, såsom bakterier och vissa svampar.
Neutrofilen har en rad system för att kunna eliminera främmande celler och är därmed en celltyp som även är potentiellt farlig och därför måste regleras strikt. De äter upp, fagocyterar, det som kommer i deras väg, exempelvis rester från egna döda celler. De dödar med aggressiva ämnen som finns i deras vesikler. De håller främst till ute i blodcirkulationen och histamin lockar ut dem i vävnaderna i stora mängder. Förutom den biokemiska regleringen har neutrofilen en kort livstid (dagar, ännu kortare i vävnaden), vilket kan betraktas som en skyddsåtgärd för att begränsa dess skadeverkningar. Det var som uppstår vid sårläkning består till stor del av döda neutrofiler.
Neutrofiler bildas i benmärgen från samma cell-linje som makrofager. Neutrofiler använder även samma mekanismer som makrofager för att eliminera bakterier.